# Erfarenhetspoäng
Erfarenhetspoäng (i datorspel oftast som experience points, förkortat xp, ep eller exp) är en term som förekommer inom många bords- och datorrollspel. Rollpersoner förvärvar oftast erfarenhetspoäng när de lyckas med att använda en färdighet, när de besegrar ett monster eller klarar av ett uppdrag. I vissa spel (till exempel Drakar och Demoner) används erfarenhetspoängen till att förbättra färdigheterna och i andra spel (till exempel Dungeons & Dragons) används poängen till att höja rollpersonens nivå.